# دون لي (ملحن)
دون لي هو عازف كلارينيت وملحن سويسري، ولد في 7 أبريل 1971 في برن في سويسرا.

## وصلات خارجية
- دون لي على موقع ميوزك برينز (الإنجليزية)
- دون لي على موقع ميوزك برينز (الإنجليزية)
- دون لي على موقع ديسكوغز (الإنجليزية)
- دون لي على موقع ديسكوغز (الإنجليزية)